# Управління природокористуванням
Управління у природокористуванні. Під управлінням розуміються організація і постійна підтримка взаємозв'язків між складовими частинами керованої  системи, спрямовані на досягнення цілей, що стоять перед керуючою системою.
У  природокористуванні можна розглядати два рівні управління: управління природними системами і керування природокористувачами (управління охороною навколишнього природного середовища та раціоналізацією використання  природних ресурсів). Перший рівень управління повинен спиратися на вивчення, і використання природних законів, в першу чергу  екологічних, і здійснюватися через другий рівень, який спирається на юридичні та економічні, тобто соціальні, закони.
Управління природними системами може бути «жорстким» і «м'яким», а управління природокористувачами — командно-адміністративним і економічним.
Природокористування на будь-якому етапі свого розвитку являє собою ту чи іншу форму впливу на природні системи, їх перетворення, тобто управління ними. Воно може бути «жорстким», командним, при чому грубо порушуються природні процеси за допомогою технічних засобів, а може бути «м'яким», заснованим на впливі через природні механізми  саморегуляції, тобто здатності природної системи до відновлення своїх властивостей після  антропогенного втручання. Прикладами «жорсткого» управління може служити суцільна вирубка лісів, а «м'якого» — вибіркова вирубка, яка зберігає ліс як біоценоз. «Жорстке» управління дає швидкий і високий господарський ефект у вигляді зростання обсягу продукції або зниження витрат на її виробництво, проте рано чи пізно (і чим жорсткіше і великомасштабне управління, тим раніше) наступає розплата у вигляді наростання збитків як економічних, так і екологічних.
Так, освоєння цілинних земель без дотримання правильної агротехніки перші роки може дати високі врожаї, проте згодом продуктивність цих земель падає навіть нижче їхньої первісної продуктивності у вигляді пасовищ аж до повного опустелювання.
Для отримання максимального еколого-економічного ефекту необхідно розумне поєднання тієї й іншої форми управління. Наприклад, чергування розораних земель з системами лісосмуг, які повинні займати не менше 4% території, може дати надбавку урожаю від 9 до 32%.
Щоб зменшити «опір» природи і відповідно витрати енергії на його подолання, необхідно максимально використовувати можливості «м'якого» управління, поєднуючи його в деяких випадках з «жорстким».
Раціональне використання природних ресурсів, включаючи охорону навколишнього природного середовища, шляхом створення  природоохоронного законодавства і контролю за його дотриманням забезпечує держава.

## Ресурси Інтернета
- Управление природопользованием в РФ
- Взаимодействие со средой обитания
- Дедю И. И. Экологический энциклопедический словарь. — Кишинев, 1989
- Словарь ботанических терминов / Под общ. ред. И. А. Дудки. — Киев, Наук. Думка, 1984
- Англо-русский биологический словарь (online версия)
- Англо-русский научный словарь (online версия)